# Мамія III Гурієлі
Мамія III Гурієлі (груз. მამია III დიდი გურიელი; ?— 5 січня 1714) — князь Гурії (1689–1712, 1712–1714), цар Імереті (1701–1702, 1711 та 1713), син царя Георгія IV (пом. 1684).

## Життєпис
1689 року на прохання гурійців ахалциський паша Юсуф відрядив до Гурії Мамію Гурієлі. Останній після сходження на престол одружився з Єленою, дочкою князя Георгія Абашидзе.
1701 року Мамія вирішив посадити на царський престол в Імереті царя Симона, сина Олександра IV. Вельможі Абашидзе та Ліпартіані зібрали військо та запропонували Мамії вбити Симона. Проте Мамія відмовився брати участь в убивстві, але дозволив вельможам зробити це самим. Царя Симона було вбито пострілом з рушниці.
Після смерті Симона Мамію Гурієлі було обрано новим царем Імеретії. Картлійський цар Іраклій I зібрав військо та вторгся до Імереті, щоб покарати цбивць Симона. Однак Георгій Абашидзе домовився з вельможами Іраклія, які переконали його повернутись до Картлі. Втім, Мамія реально керував лише своїм князівством, а царем вважався тільки формально: усіма царськими прибутками та володіннями користувались Георгій Абашидзе та його дочка, цариця Тамара.
1702 року Мамія відмовився від престолу та виїхав до Гурії. Цар Георгій VII, який ворогував з Абашидзе, здійснив похід проти Мамії Гурієлі. Останній не зміг відбити ворожий напад. Георгій розграбував Гурію та повернувся до Імеретії.
1711 місцеві вельможі повторно посадили князя Мамію Гурієлі на царський престол. Мамія призначив князем в Гурії свого сина Георгія. Георгій VII виїхав до Картлі.
Влітку 1712 року цар Георгій з допоміжним військом увійшов до Імереті. Мамія Гурієлі виступив з Кутаїсі. У битві при Чхарі Мамія Гурієлі зазнав поразки.
1713 Мамія уклав угоду з князями Дадіані, Еріставі й Абашидзе проти Георгія. У битві при Окрібе союзники здобули перемогу над царським військом. Георгий VII утік до Картлі. Мамія Гурієлі втретє зайняв імеретінський царський престол, проте у січні наступного року помер.